# Central Baddibu
Il distretto di Central Baddibu è un distretto del Gambia nella Divisione del North Bank con 14.998 abitanti al censimento del 2003.

## Società

### Evoluzione demografica
In base ai dati del censimento 1993 la popolazione del distretto era così suddivisa dal punto di vista etnico:
| Etnia       | Abitanti | %     |
| ----------- | -------- | ----- |
| Mandingo    | 8.923    | 66,89 |
| Fulani      | 1.906    | 14,29 |
| Wolof       | 2.036    | 15,26 |
| Jola        | 25       | 0,19  |
| Serahule    | 0,10     | 2,79  |
| Altre etnie | 435      | 3,26  |